# Hypocophoides indicus
Hypocophoides indicus är en insektsart som först beskrevs av Bolívar, I. 1890.  Hypocophoides indicus ingår i släktet Hypocophoides och familjen Anostostomatidae. Inga underarter finns listade i Catalogue of Life.